# Ceratophrys ameghinorum
Ceratophrys ameghinorum es una especie extinta de anfibio anuro ceratófrido del género Ceratophrys, cuyos integrantes vivientes son denominados comúnmente escuerzos. Sus restos fueron encontrados en lo que hoy es el borde costero que enfrenta al mar Argentino en el centro-este del Cono Sur sudamericano. 

## Taxonomía
Descripción original
Esta especie fue descrita originalmente en el año 2001 por el paleontólogo Juan Carlos Fernícola.
Etimología
Etimológicamente, el término genérico Ceratophrys se construye con palabras en idioma griego, en donde: ceratos (keratos) significa ‘cuerno’ y ophrys  es ‘ceja’. El epíteto específico ameghinorum es un epónimo que refiere al apellido de la persona a quien fue dedicada, el naturalista, arqueólogo, antropólogo, paleontólogo y geólogo argentino Florentino Ameghino, quien junto a su hermano Carlos fueron artífices de una monumental producción científica en el área paleontológica argentina, incluyendo el estudio de restos fósiles del género Ceratophrys.
Holotipo
El ejemplar holotipo designado es el catalogado como: MACN 19731 (sin fecha de colecta). Se encuentra depositado en la sección de herpetología de la colección de Paleontología de Vertebrados (PV) del Museo Argentino de Ciencias Naturales Bernardino Rivadavia-CONICET (MACN), ubicado en la ciudad de Buenos Aires, capital de la Argentina.
Localidad tipo, procedencia estratigráfica y edad atribuida
La especie fue reconocida sobre la base de restos exhumados en sedimentos de la Formación Monte Hermoso (Mioceno tardío-Plioceno temprano —SALMA Montehermosense-Chapadmalalense—) expuestos en la localidad fosilífera Farola de Monte Hermoso (localidad tipo), en el sudoeste de la provincia de Buenos Aires, centro-este de la Argentina.
Otros materiales asignados a la especie
Además del ejemplar tipo, otros restos asignados a este anfibio fueron también exhumados de los acantilados marítimos de la provincia de Buenos Aires, si bien, en la mayoría de los casos, la información estratigráfica es algo equívoca:
- MACN 14323–5;[1]
- MLP 88-VII-20-1–2; 2;[1]
- MMP 1063-M; 1064-M; 892-M;[1]
- MLP 52.IX.27.11. Esta muestra, originalmente asignada a Ceratophrys ornata por Joaquín Frenguelli, fue recuperada de sedimentos próximos a la ciudad de Miramar.[5]
- MACN 14317−14319. Esta muestra, originalmente asignada a Ceratophrys prisca Ameghino, 1889, fue recuperada de estratos de Farola de Monte Hermoso.[6]

## Consideraciones nomenclaturales
Ceratophrys prisca fue descrito por Florentino Ameghino en el año 1889, sobre la base de restos del "Mioceno de Monte Hermoso", los cuales no los describió detalladamente ni ilustró y, además, al material no lo identificó con números de colección y asignaciones institucionales.
En el año 1914, el italiano Cayetano Rovereto estudió restos fósiles de Monte Hermoso correspondientes al género Ceratophrys, los cuales asignó a C. prisca. Para ello los comparó con 4 cráneos alojados en el Museo Argentino de Ciencias Naturales Bernardino Rivadavia (MACN), sugiriendo que uno de ellos podría ser el holotipo de C. prisca, por lo que designó uno de los especímenes como el "plesiotipo" de dicha especie, un término que hoy no es reconocido en el Código Internacional de Nomenclatura Zoológica (ICZN).
Con los otros restos describió 3 variedades de C. prisca (C. prisca var. sub-cornuta, C. prisca var. intermedia y C. prisca var. gigantea), las tres fueron correctamente identificadas e ilustradas, depositándose en el citado museo. Para el año 2019 estaban desaparecidos tanto la muestra MACN 14320 como el espécimen tipo de C. prisca var. intermedia, pero aún se encontraban el ejemplar MACN 14317 (en el que recayó la consideración de "plesiotipo" de C. prisca), el MACN 14319 (tipo de C. prisca var. sub-cornuta) y el MACN 14318 (tipo de C. prisca var. gigantea). En la descripción de Ceratophrys ameghinorum Fernícola indicó que el holotipo de C. prisca no pudo ser identificado ni ubicado, en consecuencia, consideró a dicho taxón como una species inquirenda, utilizando el material estudiado por Rovereto para integrar parte de la serie tipo de C. ameghinorum. Sin embargo, tanto el nombre C. prisca como el de las variedades creadas por Rovereto están disponibles según el ICZN (artículos 45.6.4 y 45.1−2), por lo que, por razones de prioridad, ameritarían la corrección del epíteto específico de este taxón.

## Caracterización y relaciones filogenéticas
Ceratophrys ameghinorum casi no posee ningún rasgo propio, en su mayoría, sus características se hallan presentes también en alguna otra especie del género, sin embargo su condición de especie distinta es respaldada por poseer una combinación exclusiva de caracteres: la presencia de una placa ótica escamosa —de forma subtriangular en vista dorsal— que dorsalmente se proyecta de manera marcada sobre la superficie dorsal del cráneo (su orientación es el único carácter propio) y que se extiende posteriormente más allá del nivel de los cóndilos occipitales; el borde externo de dicha placa lleva una cresta longitudinal que se proyecta ventralmente como una robusta pared lateral; presenta una cresta lisa a lo largo del margen lateral de la rama ótica que separa sus porciones dorsal y lateral; la cresta continúa anteriormente sobre la rama cigomática del escamoso y el maxilar; en vista lateral, la longitud de la rama ótica representa más del 55 % de la longitud de la rama ventral; la rama anterior del pterigoideo muestra un proceso ventral delicado; el vómer es dentado; el atlas tiene un par de cotilos separados, con superficies articulares discontinuas; un escudo dorsal formado por varias placas se encuentra sobre las vértebras presacrales I-IV.
Dentro de Ceratophrys, la posición filogenética que ocupa C. ameghinorum aún no ha sido establecida, debiéndose hacer un estudio específico al respecto, dado que presenta un conjunto de caracteres que constituyen una mezcla entre los que poseen los dos clados del género.

## Distribución y hábitat
Los restos de esta especie fueron recuperados de barrancas acantiladas que caen sobre las aguas del mar Argentino en municipios del sudoeste y sudeste de la provincia de Buenos Aires, centro-este de la Argentina, en la franja que se extiende entre las ciudades de Monte Hermoso y Mar del Plata. El ambiente es de llanuras loésicas muy próximas al nivel del mar.